# Rivière à François
Pour les articles homonymes, voir François.
La rivière à François est un affluent de la rivière Mistassibi Nord-Est, coulant dans le territoire non organisé de Passes-Dangereuses, dans la municipalité régionale de comté (MRC) de Maria-Chapdelaine, dans la région administrative de Saguenay–Lac-Saint-Jean, dans la province de Québec, au Canada,,.
La vallée de la rivière à François est surtout desservie indirectement par la route forestière R0281 qui remonte vers le Nord entre la rivière Mistassibi et la rivière à François, pour les besoins de la foresterie et des activités récréotouristiques. Plusieurs autres routes forestières secondaires desservent le territoire.
La foresterie constitue la principale activité économique du secteur ; les activités récréotouristiques, en second.
La surface de la rivière à François est habituellement gelée de la fin novembre au début avril, toutefois la circulation sécuritaire sur la glace se fait généralement de la mi-décembre à la fin mars.

## Géographie
Les principaux bassins versants voisins de la rivière à François sont :
- côté nord : lac Piraube, rivière Mistassibi Nord-Est, lac Onistagane ;
- côté est : rivière Mistassibi Nord-Est, rivière du Sapin Croche, rivière Henri, rivière Lapointe, rivière au Serpent ;
- côté sud : rivière Boisvert, rivière Mistassibi Nord-Est, rivière Mistassibi, rivière Henri ;
- côté ouest : rivière Mistassibi, rivière des Framboises[2].

La rivière à François prend sa source à l’embouchure du lac Husky (longueur : 6,1 km ; altitude : 601 m) dans le territoire non organisé de Passes-Dangereuses. L’embouchure du lac de tête est située à :
- 5,0 km au Sud-Ouest du cours de la rivière Mistassibi Nord-Est ;
- 4,8 km à l’Est de la route forestière R0281 ;
- 13,0 km à l’Ouest du lac Piraube ;
- 15,0 km à l’Est du cours de la rivière Mistassibi ;
- 26,9 km au Nord-Ouest de la confluence de la rivière à François et de la rivière Mistassibi ;
- 42,5 km au Sud-Ouest du lac Onistagane[2].

À partir de sa source, la rivière à François coule sur 39,9 km vers le sud-ouest entièrement en zone forestière sur un dénivelé de m, selon les segments suivants :
Cours supérieur de la rivière à François (segment de 17,8 km)
- 3,3 km vers le Sud en recueillant un ruisseau (venant du Sud), puis vers le Nord-Ouest en recueillant deux ruisseaux (venant du Nord), jusqu’à un coude de rivière ;
- 3,3 km vers le Sud-Ouest, jusqu’à la décharge (venant de l’Ouest) d’un ensemble de lacs ;
- 7,2 km vers le Sud-Est, jusqu’à la décharge (venant de l’Ouest) d’un ensemble de lacs ;
- 4,0 km vers le Sud, jusqu’à la décharge (venant de l’Est) d’un ensemble de lacs ;

Cours inférieur de la rivière à François (segment de 22,1 km)
- 4,3 km vers le Sud en recueillant une décharge (venant du Sud-Ouest) de lacs et en traversant le lac à François formé par l’élargissement de la rivière, jusqu’à la décharge (venant de l’Ouest) d’un ensemble de lacs dont le Lac des Îles ;
- 7,6 km vers le Sud en traversant un lac non identifié (longueur : 3,0 km ; altitude : 490 m) formé par l’élargissement de la rivière, jusqu’à son embouchure. Note : ce lac reçoit du Nord-Est une décharge de lacs ;
- 4,2 km vers le Sud-Est, en formant un crochet de 0,6 km vers l’Est, puis vers le Sud jusqu’à un coude de rivière, correspondant à la décharge d’un ensemble de lacs ;
- 6,0 km vers l’Est, jusqu’à son embouchure[2].

La rivière à François se déverse sur la rive Ouest de la rivière Mistassibi Nord-Est. Cette confluence est située à :
- 13,0 km au Sud-Ouest du cours de la rivière du Sapin Croche ;
- 15,2 km à l’Est du cours de la rivière Mistassibi ;
- 17,8 km au Nord-Ouest de la confluence de la rivière Henri et de la rivière Mistassibi Nord-Est ;
- 71,9 km au Nord-Ouest de la confluence de la rivière Mistassibi avec la rivière Mistassibi Nord-Est ;
- 142,7 km au Nord de la confluence de la rivière Mistassibi et de la rivière Mistassini ;
- 162 km au Nord de l’embouchure de la rivière Mistassini (confluence avec le lac Saint-Jean) ;
- 171,5 km au Nord-Ouest de l’embouchure du lac Saint-Jean[5],[2].

À partir de l’embouchure de la rivière à François, le courant descend le cours de la rivière Mistassibi Nord-Est sur 69,2 km vers le Sud, le cours de la rivière Mistassibi sur 99,2 km vers le Sud, le cours de la rivière Mistassini sur 24,6 km d’abord vers l’Est, puis vers le Sud-Ouest. À l’embouchure de cette dernière, le courant traverse le lac Saint-Jean sur 42,7 km vers l’est, puis emprunte le cours de la rivière Saguenay vers l’est sur 155 km jusqu'à la hauteur de Tadoussac où il conflue avec le fleuve Saint-Laurent.

## Toponymie
Le terme « François » constitue un prénom d’origine française.
Le toponyme de « rivière à François » a été officialisé le 5 décembre 1968 à la Banque des noms de lieux de la Commission de toponymie du Québec.